# Породица Адамс
Породица Адамс је фиктивно домаћинство које је створио Чарлс Адамс 1938. године. Породицу Адамс оригинално укључују Гомез и Мортиша Адамс, њихова деца Среда и Пагсли и ближи чланови породице ујак Фестер и Бака, њихов батлер Ларч и Пагслијев љубимац, октопод Аристотел. Нејасно виђена Ствар (касније безделна рука) представљена је 1954. године и Гомезов рођак То и Мортишин љубимац, лав Цица Маца представљен је 1964. године.
Адамсови су сатирична инверзија идеалне америчке породице 20. века: необичан богат аристократски клан који ужива у макабри и наизглед није свестан или несигуран да их други сматрају бизарним или застрашујућим. Првобитно су се појавили као неповезана група од 150 цртаних филмова са једним панелима, од којих је половина половина првобитно објављена у часопису The New Yorker, између њиховог дебија 1938. и смрти Чарлса Адамса 1988. године. Они су од тада прилагођени другим медијима. Године 1964, играна телевизијска серија, у којој су глумили Џон Eстин и Керолин Џонс, премијерно је приказана на мрежи ABC, а потом је инспирисала телевизијски филм из 1977. и наступила у главним улогама у другим серијама. Неповезана анимирана серија емитована 1973. године. Франшиза је оживљена деведесетих година прошлог века играним серијалом који се састоји од филмова Породица Адамс (1991) и Вредности породице Адамс (1993). Филмови су инспирисали другу анимирану серију (1992–1993) која је смештена у истом фиктивном универзуму, али је Естин поновио своју улогу као Гомезов глас. Након Хулијеве смрти, серија је поново покренута direct-to-video филмом из 1998, те спин-оф играном телевизијском серијом (1998–1999).